# Olcsó Regény (könyvsorozat)
Az Olcsó Regény egy 20. század eleji magyar szépirodalmi könyvsorozat, kiadója az Athenaeum Irodalmi és Nyomdai Rt. volt. Az 1917 és 1920 között megjelent kötetek a következők voltak:
- 1. Heltai Jenő: Az utolsó bohém. Regény. 157 l.
- 2. Rákosi Viktor: Egy falusi Hamlet. 159 l.
- 3. Jókai Mór: Az én életem regénye. 159 l.
- 4. Doyle Conan: Gerard brigadéros. 159 l.
- 5. Mikszáth Kálmán: Tóth atyafiak. 1918. 159 l.
- 6. Biró Lajos: Serpolette. 1918. 159 l.
- 7. Bródy Sándor: Két szőke aszszony. 1918. 155 l.
- 8. Dosztojevszkij Fedor: A kicsike. – Két férfi az ágy alatt. Két regény. 1918. 160 l.
- 9. Leblanc Maurice: Arsèn Lupin kalandjai. Ford.: Moly Tamás. 1918. 160 l.
- 10. Ambrus Zoltán: A tóparti gyilkosság és egyéb elbeszélések. 1918. 157 l.
- 11. Arcübasev: A démon. Ford.: ifj. Bókay János. 1918. 159 l.
- 12. Mikszáth Kálmán: Mácsik a nagyerejű. Regény. 1918. 189 1 l.
- 13. Leblanc Maurice: A piros hetes. – Arzén Lupin újabb kalandjai. Ford.: Moly Tamás. 1918. 158 l.
- 14. Eötvös Károly: Házassági viszontagságok és egyéb elbeszélések. 1918. 155 l.
- 15. Stacpoole H. de Vere: A csendes mocsarak. Angol regény. 1918. 160 l.
- 16. Heltai Jenő: A hét sovány esztendő és más elbeszélések. 1918. 159 l.
- 17. Tolsztoj: Két huszár. Ford.: Trócsányi Zoltán. 1918. 158 l.
- 18. Kuprin Sándor: Řybnikov kapitány. Ford.: Erdély Jenő. 1918. 159 l.
- 19. Szekula Jenő: A fekete báró. 1918. 158 l.
- 20. Andrejev Leonid: A kormányzó. 1918. 157 l.
- 21. Wells H. G.: Hoopdriver úr kalandjai. Ford.: Mikes Lajos. 1918. 192 l.
- 22. Leroux Gaston: Az elátkozott karosszék. Regény. [1918.] 192 l.
- 23. Futrelle Jaques: Az aranytányérok. Regény. Ford.: Szatmári Jenő. [1918.] 159 l.
- 24. Zangwill: Mary Ann. 1918. 159 l.
- 25. France Anatole: Thais. Regény. Ford.: Aranyossy Pál. 1918. 190 l.
- 26. Leblanc Maurice: A szőke hölgy. Ford.: Moly Tamás. 1918. 192 l.
- 27. Mikszáth Kálmán: A vén gazember. [1918.] 191 l.
- 28. Doyle Conan: A brigadéros kalandjai. 1918. 159 l.
- 29. Prévost Abbé: Manon Lescaut. Ford.: Balla Mihály. 1918. 160 l.
- 30. Vance L. J.: Szürkeruhás leány. Ford.: Bella Mihály. 1918. 160 l.
- 31. Jókai Mór: Sírkő-album. (Kathlanneth.) 1918. 157 l.
- 32. Elvestad Sven: Aki egy várost kirabol. Regény. Ford.: Szatmári Jenő. 1918. 159, 1 l.
- 33. Prévost Marcel: Laura kisasszony. Regény. Ford.: Aranyossy Pál. 1929. 175 l.
- 34. Bródy Sándor: Faust orvos. Regény. 1919. 160 l.
- 35. Vandérem Fernand: Az áldozat. Ford.: Radó Antal. 1919. 157, 3 l.
- 36. Nagy Dániel: Börtönök bús lakója. Regény. 1919. 160 l.
- 37. Mikszáth Kálmán: A tekintetes vármegye. Novellák. 1919. 160 l.
- 38. Sinclair Upton: Az iparbáró. Egy amerikai milliomos életének története. Ford.: Sárosi Bella. – Az elítélt. Regény. Ford.: Schöner Dezső. 1919. 158 l.
- 39. Bruun Laurids: Van Zanten boldog évei. Szerelmi regény Pelli szigetéről. Ford.: Zoltán Vilmos. 1919. 158 l.
- 40. Philippe Charles Louis: Perdrix apó. Ford.: Cserna Andor. 1919. 163 l.
- 41. Dickens Károly: Karácsonyi ének prózában. Ford.: Salgó Ernő. 1919. 160 l.
- 42. Pain Barry: A lélekcsere. Ford. Radó Antal. 1919. 156 l.
- 43. Tolsztoj Leó: Iljics Iván halála. – Albert. Két elbeszélés. Oroszból ford.: Trócsányi Zoltán. 1919. 159 l.
- 44. Kabos Ede: Két halott regénye. Elbeszéli az egyik. 1919. 160 l.
- 45. Hamsun Knut: Viktória. Regény. Ford.: Telekes Béla. 1920. 160 l.
- 46. Loti Pierre: Egy spahi története. Ford.: Aranyossy Pál. 1920. 160 l.
- 47. Bródy Sándor: A kétlelkű asszony. 1920. 159 l.
- 48. Harte, Bret: Egy bánya története. Ford.: Halász Gyula. 1920. 159 l.
- 49. Constant Benjamin: Adolphe. Ford.: Zolnai Béla. 1920. 160 l.
- 50. Hajnik Miklós: Mártuska. Az Athenaeum regénypályázatán 10.000 koronás díjat nyert regény. 1920. 160 l.
- 51. Weber, Pierre: A kaland. Ford.: Strókay Kálmán. 1920. 160 l.
- 52. Régnier, Henri de: Egy jámbor ifjú nyári vakációja. Ford.: Aranyossy Pál. 1920. 158 l.
- 53. Balzac, Honoré de: Ferragus. Ford.: Lányi Viktor. 1920. 156 l.
- 54. Harte, Bret: Jeff Briggs szerelme. Ford.: Tóth Árpád. 1920. 157 l.
- 55. Beczássy Judit: Mari néni. Regény. 1920. 160 l.
- 56. Rice Hegan Alice: A káposztás-telep. Amerikai regény. Ford.: Hevesi Sándor. 1920. 159 l.